# Cuisson
« Cuire » redirige ici. Pour les autres significations, voir Cuire (homonymie).
Pour les articles homonymes, voir Cuite.

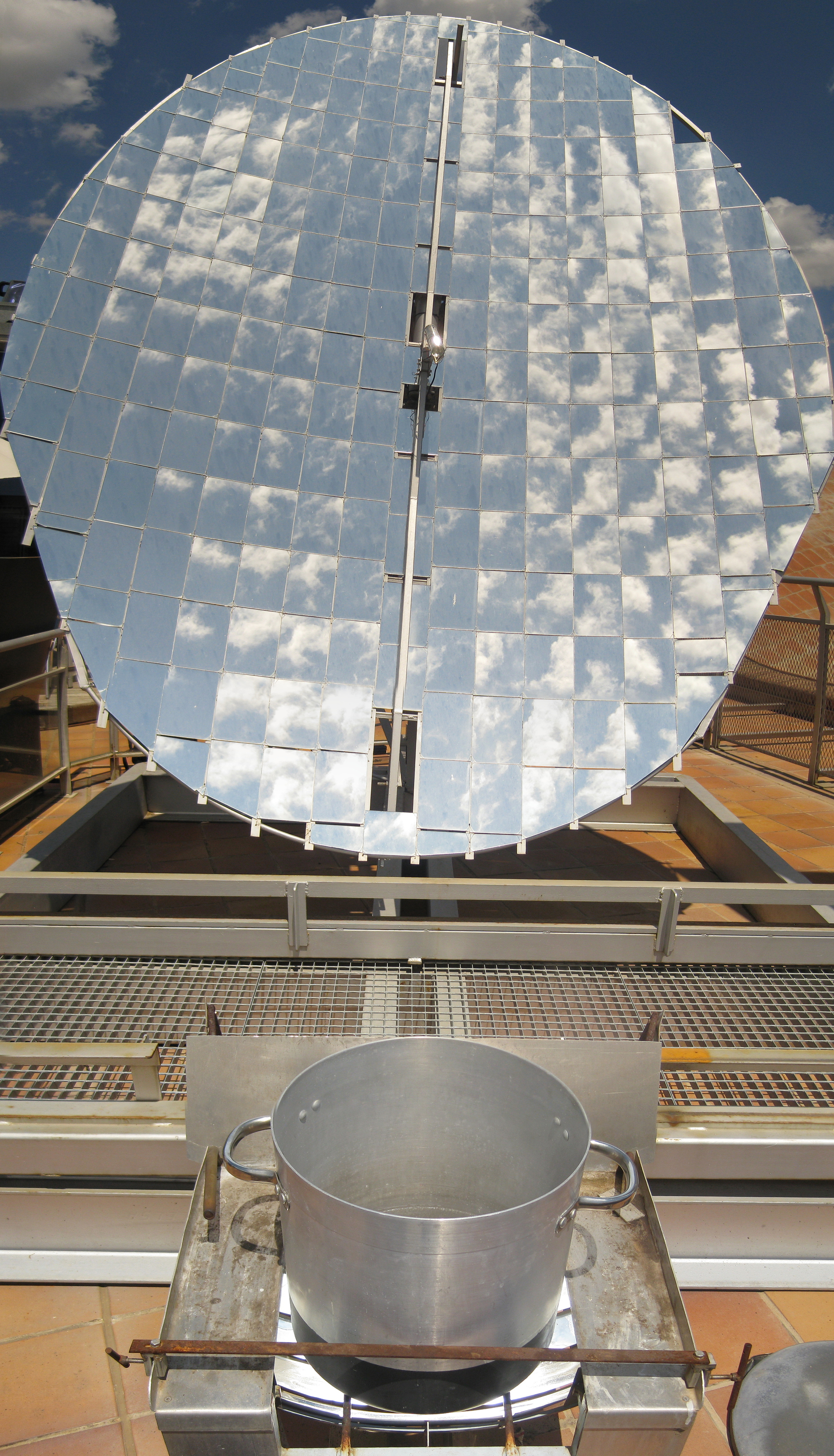
Cuiseur solaire avancé.

La cuisson est la technique par laquelle on transforme un matériau en l'exposant à la chaleur.  
On parle de cuisson alimentaire lorsqu'il s'agit d'un aliment, et de cuisson industrielle lorsque le processus a lieu dans le cadre d'une opération industrielle non alimentaire.

## Type de cuissons

### Cuisson traditionnelle
La cuisson traditionnelle se fait à l'aide de feu de bois ou de charbon, de gazinière, ou de four (gaz ou électrique), plus récemment de plaque électrique.

### Cuisson solaire
La cuisine solaire consiste à préparer des plats à l'aide d'un cuiseur ou d'un four solaire dont certains permettent d'atteindre des températures de cuisson de l'ordre des 150 °C. Les paraboles solaires permettent de faire les mêmes plats qu'une cuisinière classique à gaz ou électrique.

### Thermo-cuisson
C'est une cuisson en 2 temps. D'abord le démarrage de la cuisson est fait au moyen d'une source d'énergie quelconque, jusqu'à atteindre le niveau de pré-cuisson requis. Ensuite, le récipient chaud et son contenu sont placés en caisson isotherme, où la cuisson s'achève par inertie thermique.

### Cuisson micro-ondes
La cuisson micro-ondes est une cuisson par rayonnements (micro-ondes) nécessitant un four à micro-ondes. Les fours à micro-ondes comportent un générateur de micro-ondes nommé magnétron, qui émet des rayonnements à une fréquence approximative de 2,45 GHz. Ils se sont généralisés dans les cuisines à partir du début des années 1980. Les micro-ondes, aux fréquences utilisées, ont l'intérêt d'apporter de l'énergie au cœur des aliments. Leur rendement atteint 90 % (contre seulement 20 % pour les plaques à gaz).